# Tetreuaresta myrtis
Tetreuaresta myrtis är en tvåvingeart som först beskrevs av Friedrich Georg Hendel 1914.  Tetreuaresta myrtis ingår i släktet Tetreuaresta och familjen borrflugor. Inga underarter finns listade i Catalogue of Life.